# Daniel Alomía Robles
Daniel Alomía Robles (Huánuco, Pérou, 3 janvier 1871 - Lima, 18 juillet 1942) est un compositeur et musicologue péruvien, auteur de la célèbre musique El cóndor pasa.

## Biographie
Enfant, il fait partie du chœur de la cathédrale de Huánuco. Lorsqu'il atteint l'âge de treize ans, ses parents l'envoient à Lima pour qu'il étudie la peinture les arts. En 1887, il rencontre Manuel de la Cruz Panizo, un compositeur de musique religieuse qui lui apprend le solfège et le chant choral. Il lui fait rencontrer un compositeur italien, Claudio Rebagliati, qui lui apprend le piano, l'harmonie et la composition.
Il commence à collecter les chants et les musiques transmis de génération en génération au Pérou, apprenant les mélodies traditionnelles et les légendes des époques inca et coloniale, et collectionnant les instruments de musique et des céramiques des cultures péruviennes anciennes.
En 1897, il épouse la pianiste cubaine Sebastiana Godoy, et tous deux auront dix enfants, dont le réalisateur péruvien Armando Robles Godoy.
Alomía Robles s'intéresse aussi à la médecine, à la zoologie et à la botanique. Il voyage également hors du Pérou, en Bolivie, en Équateur, à Panama et aux États-Unis, où il réside à New York de 1919 à 1933. Plusieurs organismes s'intéressent à son travail, comme la fondation Carnegie, la fondation Guggenheim, l'université Columbia ou l'université Yale. Le président des États-Unis Warren G. Harding propose que l'opéra d'Alomía Robles Illa Cori soit joué lors de l'inauguration de l'ouverture du canal de Panama en 1914. La Première Guerre mondiale fait échouer ce projet.
De retour à Lima, il est nommé chef de la section des Beaux-Arts du ministère de l'éducation, et ses œuvres sont jouées par l'orchestre symphonique national.
Atteint de septicémie, il décède à Chosica, à trente kilomètres à l'est de Lima, à l'âge de soixante et onze ans, laissant plusieurs projets inachevés comme un département de recherches avec son compatriote le compositeur Theodoro Valcárcel.

## Œuvres
Il a composé l'opéra Illa Cori (ou la conquête de Quito par Huayna Capac), la zarzuela Alcedo, dont il ne reste que la Sérénade, l'opérette La Perricholi, dont on a retrouvé des fragments, 88 chansons pour voix et piano, dont plusieurs d'après des poèmes de 
Manuel González Prada, une Messe de gloire (1909), les poèmes symphoniques El indio, El amanecer andino et El surgimiento de los Andes, et plusieurs pièces pour piano qui comprennent Las Acllas en el Coricancha, En el Caribe, et plusieurs musiques de danses. Sa composition la plus connue de par le monde demeure la zarzuela "El cóndor pasa".